# Prisăcani
Prisăcani est une commune roumaine située dans le județ de Iași.